# Тёплое (Брянская область)
Тёплое — посёлок в Карачевском районе Брянской области, административный центр Верхопольского сельского поселения. 
 Расположен в 4 км к югу от села Верхополье, в 26 км к юго-западу от города Карачева. Население — 529 человек (2010).
Имеется отделение почтовой связи, сельская библиотека.

## История
Возник около 1930 года (первоначальное название — Лазы). Современное название происходит от топонима «Тёплое болото», при котором расположен посёлок.
Во второй половине XX века велась добыча и переработка торфа для нужд Брянской ГРЭС; имелась платформа на узкоколейной железной дороге — конечный пункт пассажирского сообщения.

## Население
| Годы      | 1979 | 1989 | 2002 | 2010 |
| --------- | ---- | ---- | ---- | ---- |
| Население | 732  | 700  | 608  | 529  |